# Paya Tampah (Karang Baru)
Paya Tampah is een bestuurslaag in het regentschap Aceh Tamiang van de provincie Atjeh, Indonesië. Paya Tampah telt 1620 inwoners (volkstelling 2010).